# روب هنت (لاعب كرة قدم أمريكية)
روب هنت (بالإنجليزية: Rob Hunt)‏ هو لاعب كرة قدم أمريكية أمريكي، ولد في 3 مارس 1981 في كافالير في الولايات المتحدة.